# Larissa Kikol
Larissa Kikol (* 14. Januar 1986 in Bergisch Gladbach) ist eine deutsche Kunstkritikerin und Autorin.

## Leben
Kikol besuchte das Gymnasium Herkenrath in Bergisch Gladbach. Anschließend studierte sie an der Kunsthochschule Berlin-Weißensee Bühnen- und Kostümbild sowie Theaterdramaturgie. Mit einem Stipendium des Deutsch-Französischen-Jugendwerks studierte sie Fotografie an der Kunsthochschule Marseille. Nach dem Diplom promovierte sie 2016 in Kunstwissenschaft an der Hochschule Karlsruhe bei Wolfgang Ullrich mit einer Studie über kindliche Ästhetik in der zeitgenössischen Kunst. Im gleichen Jahr gewann sie gemeinsam mit Bianca Pedrina einen Talent Award des C/O Berlin. 2019 erhielt sie eine kuratorische Residenz im Goethe-Institut Marseille. 2021 erhielt sie ein Autorenstipendium vom Landesbüro für Bildende Kunst NRW.
Kikol lebt mit ihrer Familie in Marseille und Köln.

## Wirken
Für die Zeitschrift Kunstforum International gab sie mehrere Themenbände heraus:
- Politik, Ethik, Kunst. Kultureller Klimawandel – Strategien und Werkzeuge (2018)
- Graffiti Now – Ästhetik des Illegalen (2019)
- Gegenwartsbefreiung Malerei – Tendenzen im 21. Jahrhundert (2020)
- Kunst = Spiel! Kindliches und Spielerisches als Motor der Kunst (2021)

Außerdem schreibt sie regelmäßig Essays und führt Interviews für Kunstforum International, letztere mit Katharina Grosse, Hans Ulrich Obrist, André Butzer, Martin Eder, Jonathan Meese, Gelitin, Olafur Eliasson oder Karla Black.
Als freie Kunstkritikerin schreibt sie für Die Zeit, art – Das Kunstmagazin, Monopol Online, mare die Zeitschrift der Meere, Kunstzeitung und Spiegel Online. Außerdem verfasst sie Katalog- und Ausstellungstexte für Galerien und Museen. Ihre Schwerpunkte sind Malerei, politische Kunst, Graffiti und Kunstaktionen.

## Veröffentlichungen
- Nutzt die Kunst aus! Eine Einladung. Über Engagement und Kulturwerkzeuge. Verlag Kettler, Bönen/Westfalen 2023, ISBN 978-3-9874101-4-7.
- Tollste Kunst – Kindliche Ästhetik in der zeitgenössischen Kunst. transcript Verlag, Bielefeld 2017, ISBN 978-3-8376-3843-1.[6][7]
- Ausstellungskatalog: David Hockney Insights: Reflecting the Tate. DCV, Berlin 2022.[8]
- Ausstellungskatalog: Mit Ann-Christin Bertrand und Bianca Pedrina (Fotografien): Borrowed Light, C/O das Amerikahaus. Kehrer Verlag, Heidelberg 2016. ISBN 978-3-86828-707-3
- Ausstellungskatalog: Mit Raimar Stange: Julian Röder: Glauben und Handeln: Fotografien und Objekte. Städtische Museen Jena, Jena 2020,  ISBN 978-3-942176-57-6.
- Ausstellungskatalog: Mit Johann König: Mona Ardeleanu. Filo: Ausst. Kat. Johann König Galerie.Walther König, Berlin 2022.  ISBN 978-3-7533-0158-7.
- Ausstellungskatalog mit Sasa Bogojev, Heinz-Norbert Jocks und Justine Otto: Justine Otto: New Traditionalists. Dr. Cantz’sche Verlagsgesellschaft, Berlin 2022, ISBN 978-3-96912-086-6.
- SIGNED: Unterwegs mit der 1UP-Crew und Moses & Taps. Dr. Cantz’sche Verlagsgesellschaft, Berlin 2023, ISBN 978-3-96912-121-4.